# Mary McCormack
Mary Catherine McCormack (Plainfield, 8 februari 1969) is een Amerikaanse film- en televisieactrice. Ze speelt onder meer Mary Shannon in de dramaserie In Plain Sight en Justine Appleton in Murder One.

## Biografie
McCormack begon haar acteercarrière op 12-jarige leeftijd in diverse musicals. Ze heeft meegewerkt aan vele New Yorkse theater producties, waaronder Atlantic Theater Company, Alice's 4th Floor en Naked Angels. McCormack was in 1997 te zien in de film Howard Stern's Private Parts. Ze werd in 2004 bij de cast van The West Wing toegevoegd als plaatsvervangend National Security Advisor Kate Harper. Haar karakter werd al snel een terugkerende rol en bleef gedurende de laatste drie seizoenen van de serie tot aan de finale intact. McCormack is nu te zien in In Plain Sight als Mary Shannon. Op 28 juli 2010 werd er bekendgemaakt dat de serie een vierde en vijfde seizoen krijgt die in 2011 en 2012 worden uitgezonden. Ze zal hierin opnieuw spelen. McCormack werd in 2008 genomineerd voor de Tony Award for Best Performance by a Featured Actress in a Play.

## Privé
McCormack werd geboren in Plainfield. Ze heeft een zus en een broer. McCormack is in 1987 afgestudeerd op de Wardlaw-Hartridge School in Edison. McCormack trouwde in juli 2003 met een producer. Ze hebben twee dochters.
- Biblioteca Nacional de España: XX1602041
- Bibliothèque nationale de France: cb140078834 (data)
- Gemeinsame Normdatei: 143734822
- International Standard Name Identifier: 0000 0001 1600 918X
- Library of Congress Control Number: no98074128
- Nationale Bibliotheek van Israël: 987007439196805171
- Nationale Bibliotheek van Polen: a0000001617816
- Nederlandse Thesaurus van Auteursnamen: 304638579
- Système universitaire de documentation: 163037876
- Virtual International Authority File: 17419406
- WorldCat: E39PBJwd9VjDGbFrCDKdb3j3cP